# Sinimia ciocolatina
Sinimia ciocolatina är en fjärilsart som beskrevs av Gustave Arthur Poujade 1886. Sinimia ciocolatina ingår i släktet Sinimia och familjen praktfjärilar. Inga underarter finns listade i Catalogue of Life.